# 감프린

감프린의 위치

감프린(독일어: Gamprin)은 리히텐슈타인의 지방 자치체로, 인구는 1,524명(2008년 기준), 면적은 6.1km2, 높이는 472m이다.

시기
시 문장